# Conquista mongol do Canato Caraquitai

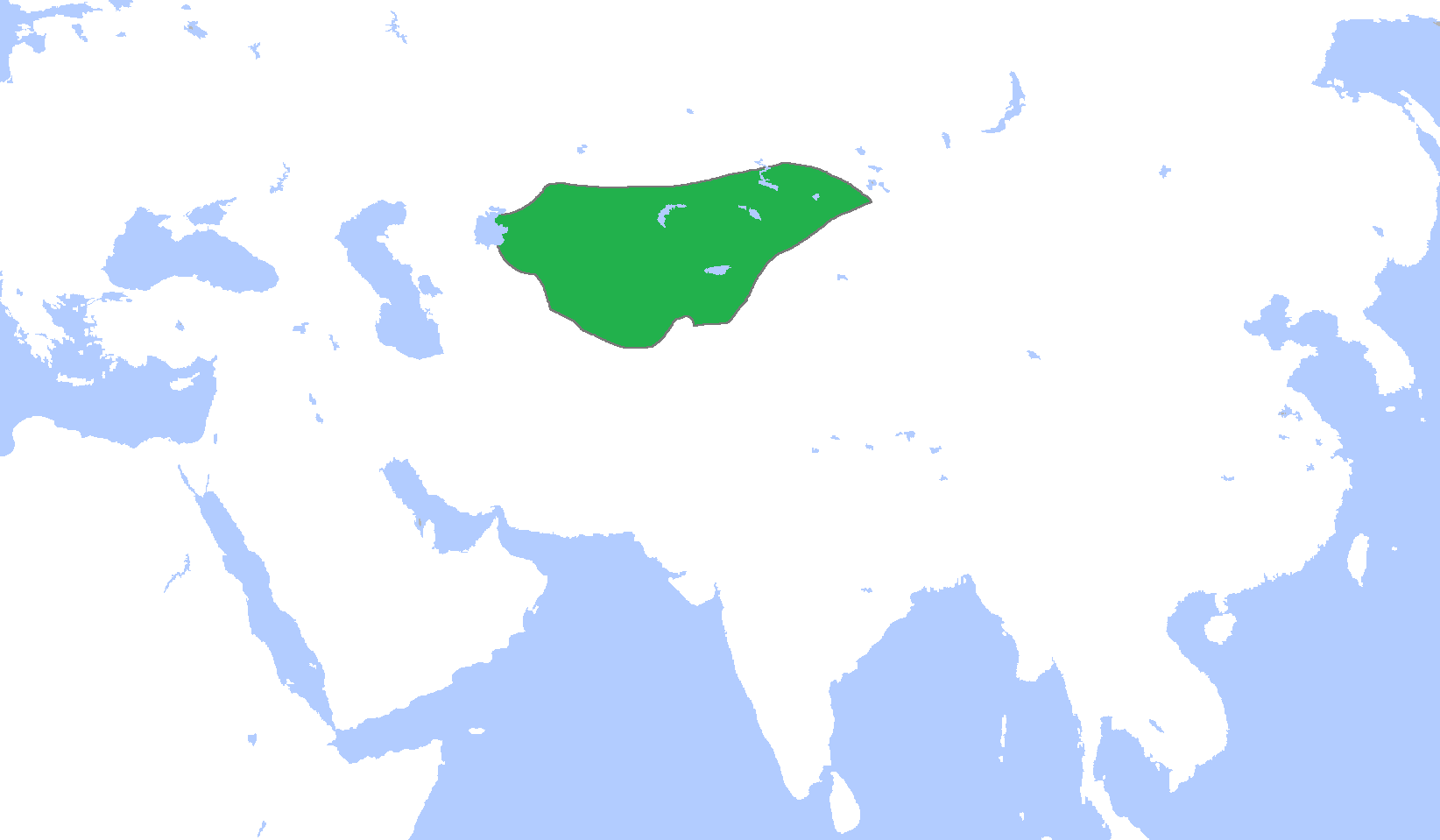
O Canato de Caraquitai em 1200, pouco antes da invasão mongol

O Império Mongol conquistou o Canato Caraquitai entre 1216 e 1218. Antes da invasão, a guerra com a dinastia Corásmia e a usurpação do poder pelo príncipe naimano Cuchelugue tinha enfraquecido os caraquitais. Quando Cuchelugue cercou Almalique, uma cidade pertencente aos carlucos, vassalos do Império Mongol, Gêngis Cã enviou uma força baixo o comando de Jebe Noyon para ir ao encontro de Cuchelugue. Depois da força de Cuchelugue de 30 000 homens ter sido derrotada por Jebe na capital quitai de Balasagum, Cuchelugue enfrentou rebeliões por causa do seu reinado impopular, forçando-o a fugir ao moderno Afeganistão, onde foi capturado por caçadores em 1218. Os caçadores deram Cuchelugue aos mongóis, os quais degolaram-no. Tendo derrotado os caraquitais, os mongóis tinham agora uma fronteira directa com o Império Corásmio, que iriam invadir pouco depois, em 1219.

## Invasão
Em 1216, depois de ter pedido a Maomé II da Corásmia para não ajudar Cuchelugue, Gêngis Cã enviou o seu general Jebe com dois tuméns (20 000 soldados) para lidar com a ameaça dos caraquitais, enquanto mandava Subatai com outros dous tuméns numa campanha simultânea contra os merquitas. As duas armadas viajaram juntas pelo Altai e pelas montanhas de Tarbagatai até chegar a Almalique. Nesse ponto, Subutai foi para sudoeste, destruindo os merquitas e protegendo o flanco de Jebe contra qualquer ataque repentino da Corásmia. Jebe abandonou Almalique, moveu-se então para sul do lago Balcache até às terras dos caraquitais, onde sitiou a capital de Balasagum. Ali, Jebe derrotou um exército de 30 000 homens e Cuchelugue fugiu para Cascar. Aproveitando vantagem da agitação do reinado de Cuchelugue, Jebe ganhou apoio da população muçulmana por ter anunciado que a política de perseguição religiosa de Cuchelugue tinha findado. Quando o exército de Jebe chegou a Cascar em 1217, a população revoltou-se e virou-se contra Cuchelugue, forçando-o a exiliar-se para o resto da sua vida. Jebe perseguiu Cuchelugue pelas montanhas de Pamir no Badaquistão no Afeganistão moderna. De acordo com Ata Maleque Juveini, um grupo de caçadores apanhou Cuchelugue e agarraram-no e deram-no aos mongóis, os quais rapidamente degolaram-no.

## Consequências
Com a morte de Cuchelugue, o Império Mongol obteve o controle do Canato Caraquitai. Outros segmento dos caraquitais, duma dinastia fundada por Buraque Hájibe, sobreviveram na Carmânia como vassalos dos mongóis, mas deixaram de existir como entidade no Ilcanato mongol no reinado de Oljaitu. Os mongóis tinham agora um posto avançado na Ásia Central raiando com o Império Corásmio. As relações com os corásmios rapidamente apodreceram, levando à invasão mongol daquele território.